# Monastère de Rmanj
Le monastère de Rmanj (en serbe cyrillique : Манастир Рмањ ; en serbe latin : Manastir Rmanj) est un monastère orthodoxe serbe situé en Bosnie-Herzégovine, sur le territoire du village de Martin Brod et sur celui de la Ville de Bihać. Fondé en 1443, il est inscrit sur la liste des monuments nationaux de Bosnie-Herzégovine.

## Architecture

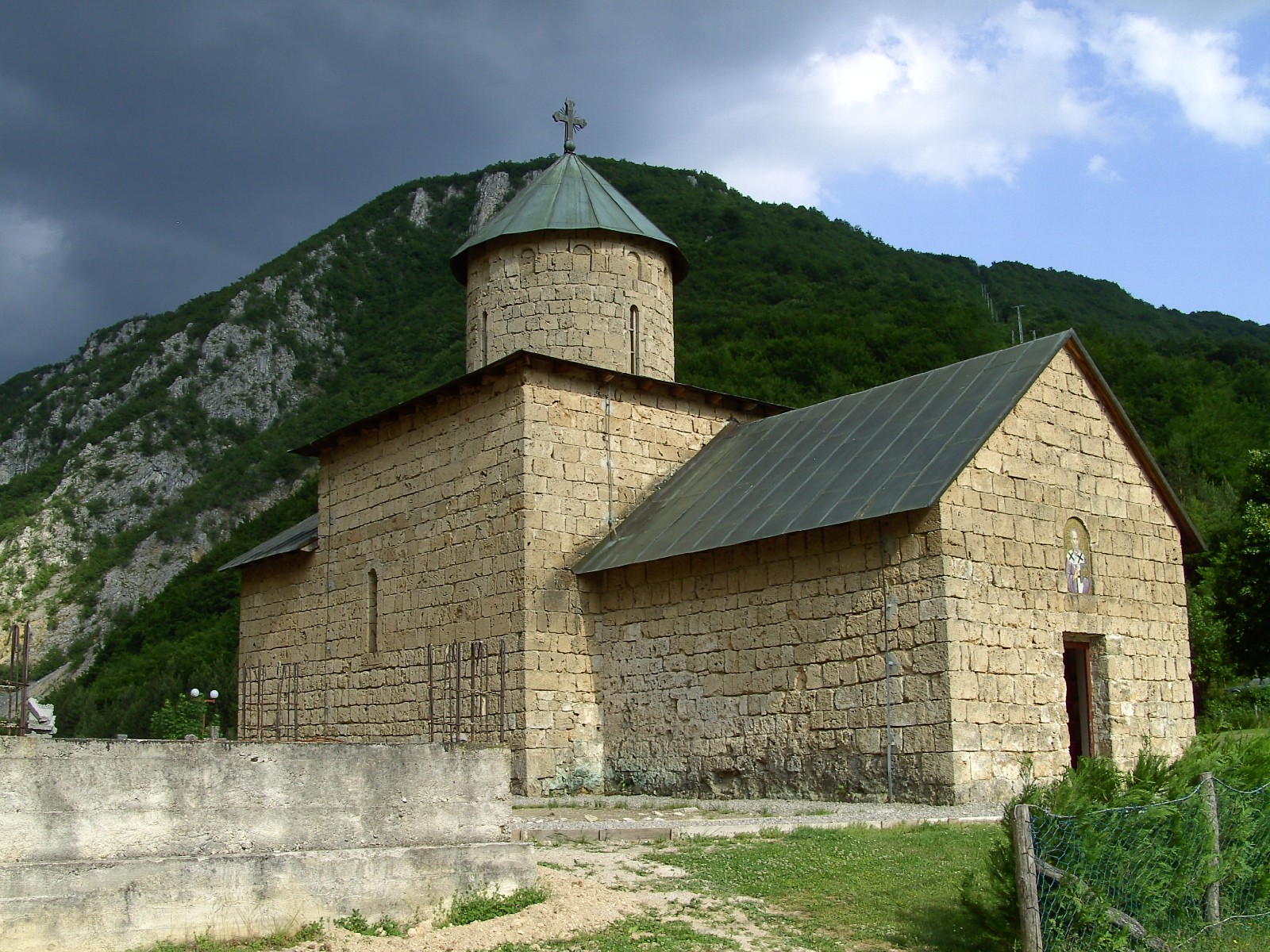
Autre vue de l'église